# Porbandar
Porbandar là một thành phố và khu đô thị của quận Porbandar thuộc bang Gujarat, Ấn Độ.

## Địa lý
Porbandar có vị trí 21°38′B 69°36′Đ / 21,63°B 69,6°Đ Nó có độ cao trung bình là 0 mét (0 feet).

## Nhân khẩu
Theo điều tra dân số năm 2001 của Ấn Độ, Porbandar có dân số 133.083 người. Phái nam chiếm 51% tổng số dân và phái nữ chiếm 49%. Porbandar có tỷ lệ 73% biết đọc biết viết, cao hơn tỷ lệ trung bình toàn quốc là 59,5%: tỷ lệ cho phái nam là 79%, và tỷ lệ cho phái nữ là 67%. Tại Porbandar, 11% dân số nhỏ hơn 6 tuổi.